# 告警面板
告警面板（英語：annunciator panel），有时也称集中告警面板（Centralized Warning Panel）或集中告警系统，是一组用于飞机、工业流程、建筑物或其他设备中的设备或系统状态的集中式信号灯。通常来说，告警面板包括主警示灯以及声音信号，以引起操作人员对告警面板异常事件或状况的注意。

## 航空
在航空行业中，告警器面板是一组信号灯（annunciator lights），标示了飞机子系统的状态。这些信号灯通常伴有一个测试开关，该开关按下时会点亮所有信号灯以确认其能正常工作。更加先进的现代飞机采用集成的电子型发动机显示和机组警告系统或电子集中式飞机监视器取而代之。
信号灯的颜色一般为以下含义：
- 红色：警告，此系统状况非常重要，需要立即引起注意（如发动机起火，液压泵故障）
- 琥珀色：谨慎，此系统需要及时关注，或者不久后可能需要关注（结冰检测、燃料不平衡）
- 绿色：咨询/指示，系统正在使用或准备运行（例如起落架并锁定，APU运行）
- 白色/蓝色：咨询/指示，系统正在使用（安全带标志、防冰系统使用中、着陆灯（英语：Aircraft landing lights）点亮）

## 流程控制

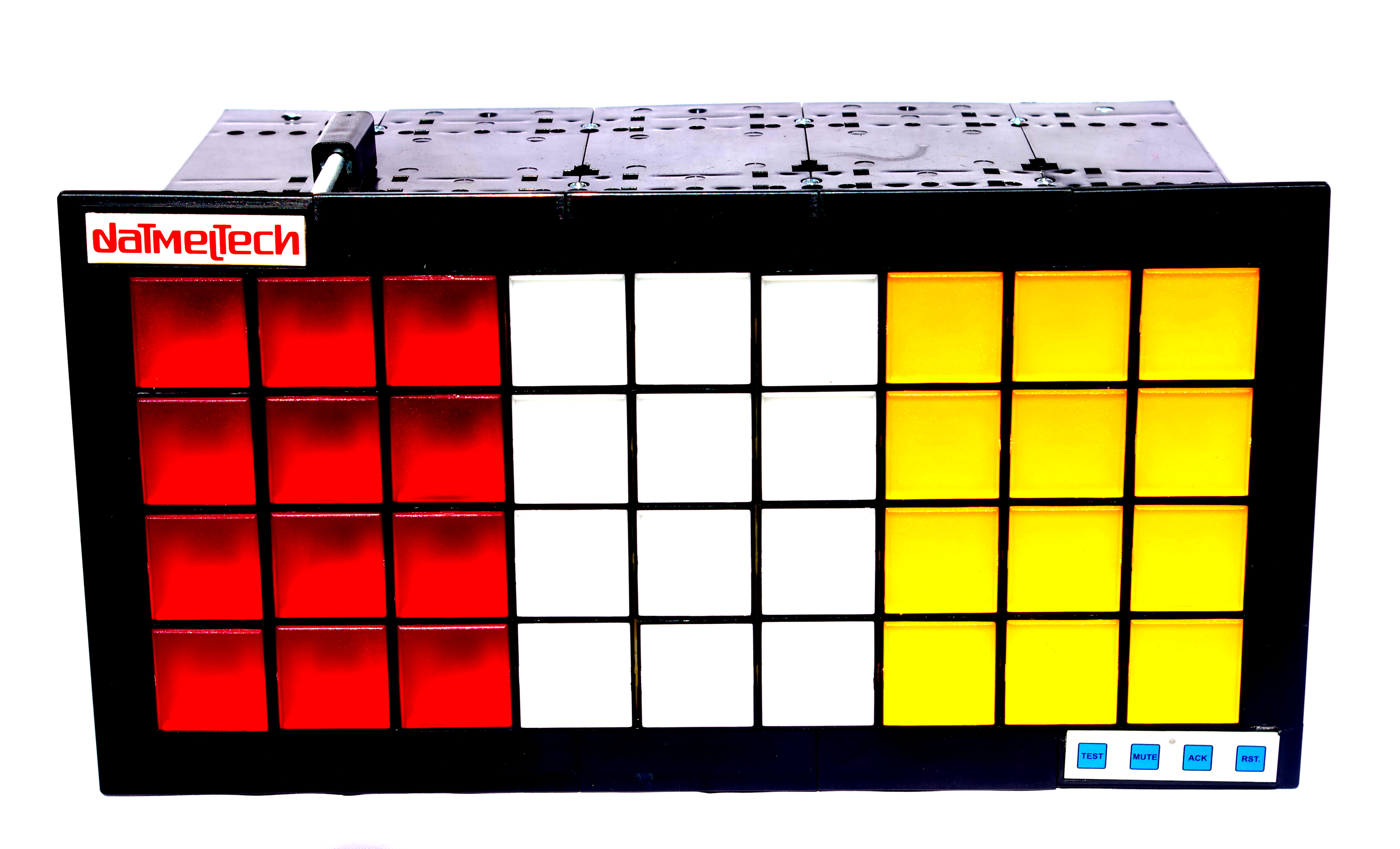
用于流程控制的告警器面板

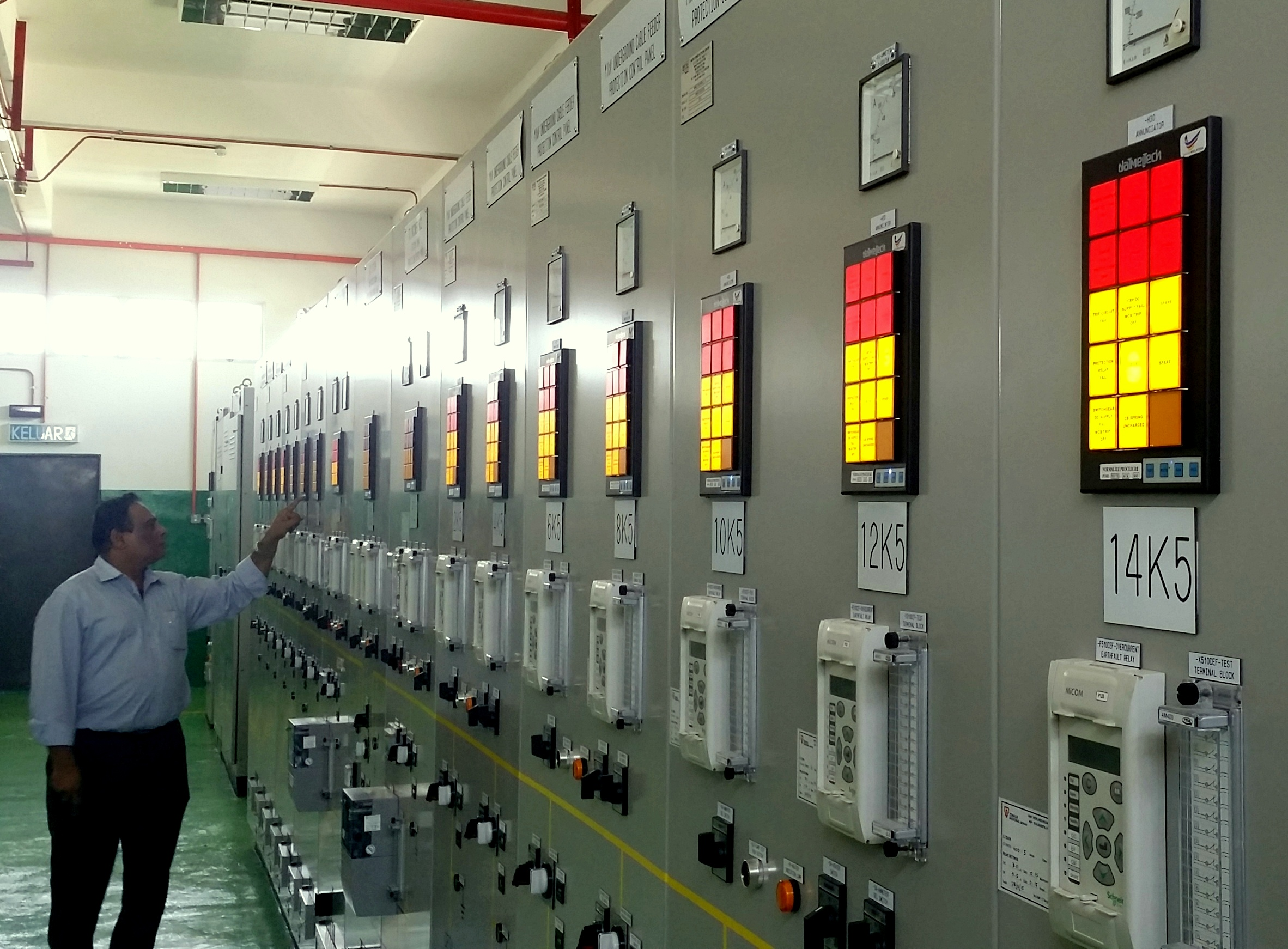
用于配电变电站的告警器面板

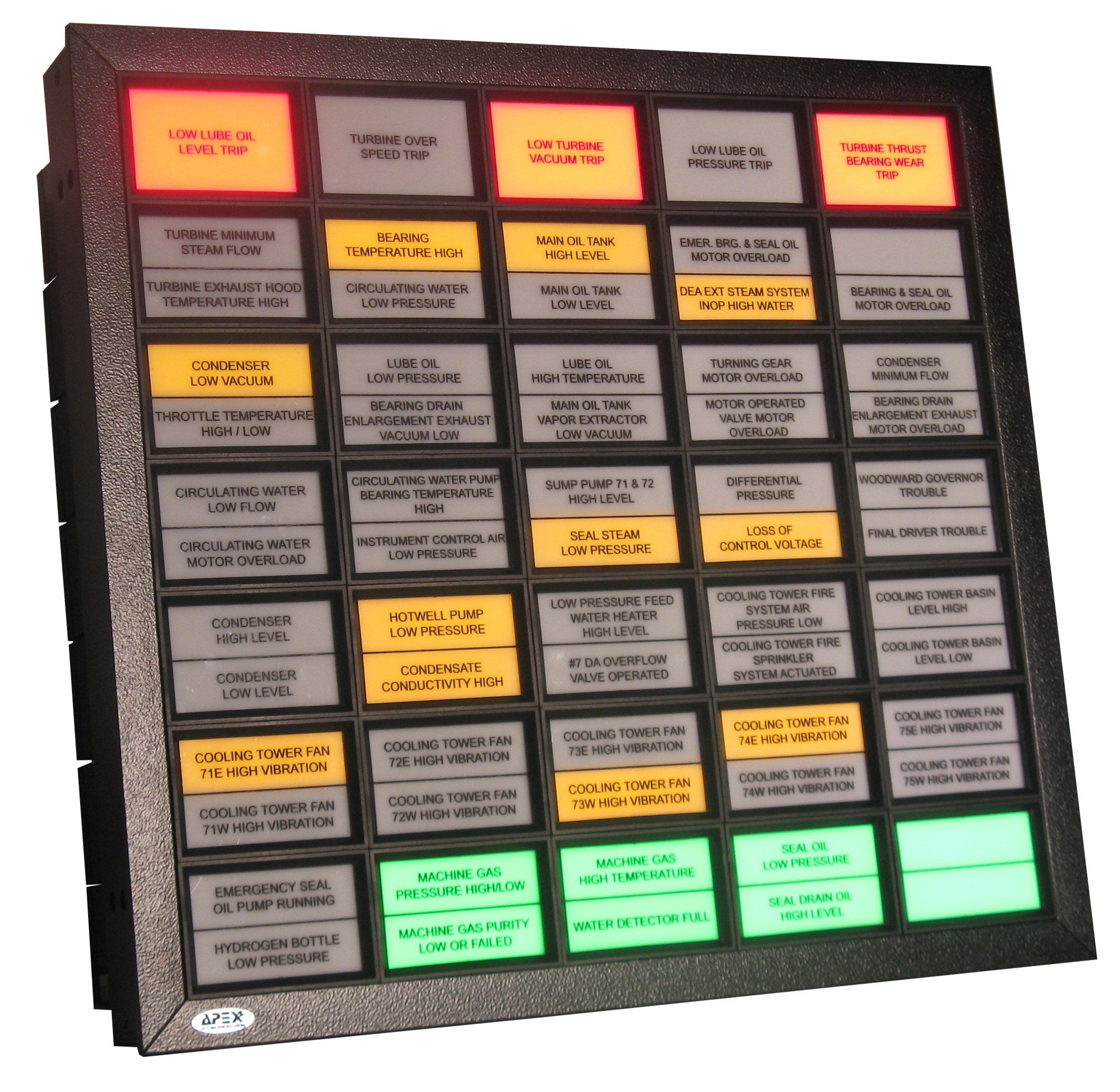
工厂中使用的一种告警器面板

### 离散告警器与SCADA告警系统
SCADA系统曾经被认为是离散告警器的首选替代品， 。基于软件的解决方案具有几乎无限的分析、呈现和告警处理能力，可以完全取代分立的告警开关。
但是，软件本身也存在着可靠性风险。频繁变化的计算机硬件和固件平台以及修改现有软件的需求加剧了此类设备的可靠性风险。以及新型告警器采用更加节电的LED，大大降低了面板的制造和维护成本。新款的传统系统在特定行业、领域仍优先于基于计算机的系统。

## 火警面板
在大型建筑物中，中央火灾报警器面板位于消防人员便于抵达的地点。该信号器面板将显示建筑物中火警源的区域和大致物理位置。某些消防报警器还可与建筑的通风控制系统联动，以及可能包含应急通信系统。